# Trzęsienie ziemi w Caracas (1967)
Trzęsienie ziemi w Caracas w 1967 roku – trzęsienie ziemi o magnitudzie 6,5 stopnia w skali Richtera, które nawiedziło  Wenezuelę, 29 lipca 1967 roku o godzinie 20:00 czasu miejscowego. W wyniku wstrząsów, śmierć poniosło 236 osób, a 2000 osób zostało rannych.
Trzęsienie zniszczyło stolicę kraju, Caracas. Zostało uszkodzonych wiele budynków instytucji państwowych. Poważnie uszkodzone zostały wieżowce. Fragmenty ścian oderwały się z budynków i runęły na przejeżdżające ulicami samochody, zabijając lub raniąc kierowców i pasażerów pojazdów.
Ostatnie żywe osoby, ekipy ratownicze wydobyły tydzień po trzęsieniu ziemi.